# 링그네스

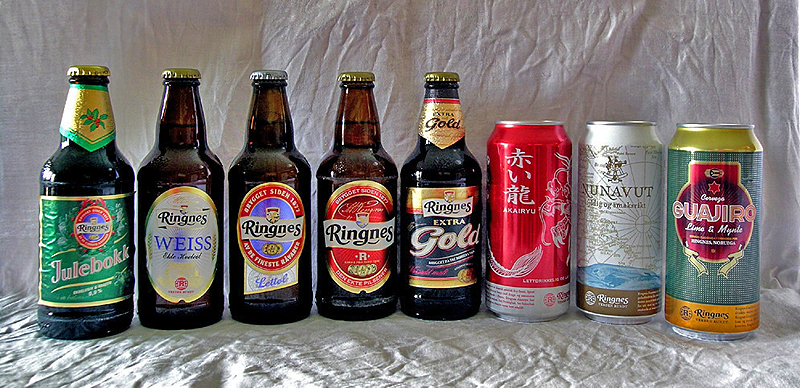
링그네스 맥주들

링그네스(노르웨이어: Ringnes)는 노르웨이의 맥주 회사이다. 칼스버그가 소유하고 있다.